# Convent de Nostra Senyora de la Soledat de Santa Maria del Camí
El Convent de la Soledat de Santa Maria del Camí va ser un convent dels frares Mínims, amb església, fundat a Santa Maria del Camí l'any 1682.

## Orígens
Els frares Mínims s'establiren a Mallorca el 1582. Primer estaren a Sant Nicolau de Portopí, després passaren a la punta que formaven els camins de Manacor i Sineu. El convent es dedicà a la Soledat de Maria i per això aquella barriada de Ciutat encara ara és coneguda com la Soledat. Però el convent era malsà degut als aiguamolls dels seus voltants. El bisbe de Mallorca Bernat Cotoner i el provincial dels Mínims demanaren autorització als jurats de Santa Maria. El consell de la vila el 7 de maig de 1682 tractà el tema acordant que vénen a bé que se trasllat dit convent sens perjudici de la vila, en tal y emperò que dits Pares tenguin obligació de fer escola i ajudar a ben morir sempre que serà necessari. Nogensmenys, el mes de juny d'aquell any el rector Miquel Gacies feia saber al bisbe que no veia convenient la fundació. Però la protesta del rector no va ser suficient i el bisbe Bernat Cotoner el 20 de juny autoritzà el trasllat del convent a Santa Maria. El bisbe imposava altres condicions: ensenyar el catecisme, assistir al confessionari de la Parròquia i en certes ocasions a Santa Eugènia i tenir escola pública de gramàtica. El 22 de juny es beneí el nou convent instal·lat de manera provisional a la casa d'Esteve Conrado que està junt al pou dels camins de Inca y Sóller. També es beneí el solar on s'ubicaria el nou convent que ja s'havia escollit (dues quarterades de terra que confronten amb el camí que va a la vila de Santa Maria (carrer Llarg) i el camí que va a Inca.

## Les obres
En primer lloc es va construir una paret per tancar la propietat (que en part encara es conserva), una capella provisional i cinc cel·les. L'agost de 1683 els religiosos abandonaren la casa d'Esteve Conrado (actual celler Sa Sínia) i passaren al nou convent. El P. Miquel Canals Mas, natural de Llucmajor, elegit provincial el 1692 impulsà el nou convent, completant la residència i aixecant l'església, que es beneí el 24 d'agost de 1697. A les obres hi participà mestre Lluc Mesquida. L'església també va ser obra de Mesquida.

## Els frares Mínims
La comunitat estava formada per 5, 6 o 7 pares i 3 o 4 llecs. A Alaró i Binissalem hi estava establerta la Tercer Ordre Mínima, depenent del convent de Santa Maria. Els pares a més de l'escola, assistien els moribunds i predicaven als pobles veïnats. Els llecs feien captes de vi, garroves, oli, blat, etc. Certes temporades la comunitat tenia un missatge i contínuament dos minyons, un per la sagristia i l'altre per la cuina, que alimentaven i calçaven.

## L'alimentació dels frares
L'ordre Mínima feia vot d'abstinència, eren vegetarians, solament compraven carn pels malalts o pels convidats (normalment predicadors de fora poble). La carn sols es podia comprar els diumenges perquè la carnisseria sols en venia aquest dia. Adquirien arròs, molta verdura, esclata-sangs, ametles, castanyes, avellanes i nous. Segons les seves anotacions compraven peix a madò Maura i, els mesos de calor, el jai Tià i altres els venien neu i per Nadal torrons comuns i picats. Entre els seus aliments hi havia la llet d'ametla.

## L'edifici conventual
L'edifici del convent és de planta rectangular i inclou un gran claustre amb arcades i una església d'estil barroc.
Exteriorment la façana s'organitza en tres altàries: planta baixa, primer pis i segon pis. El portal d'entrada és d'arc escarser emmarcat per peces de marès i presenta un gran trencaaigües motllurat així com un escut.
L'interior del convent apareix ocupat actualment per les estances privades de la família Conrado, diverses sales amb mobiliari antic i per un museu de gran valor històric i cultural.

## El claustre
El claustre, d'estil renaixentista, és de planta quadrada envoltat per una galeria amb columnes sobre pedestals i capitells amb volutes que sostenen arcs rebaixats i coberta d'arquitrau.
El claustre està empedrat i conserva dues cisternes antigues (una tercera, al mig del claustre, és de nova factura), de base octogonal i amb un escut de la família Conrado. Una d'elles té el coll d'una única peça de pedra viva sobre un pedestal.
Al claustre també s'hi troba una creu de terme procedent d'Alaró.